# Њаређхаза
Њаређхаза (мађ. Kiskunlacháza) је насеље у централној Мађарској. Њаређхаза је веће насеље у оквиру пештанске жупаније.

## Географија

### Локација
Налази се у јужном делу округа Монор, у северном делу пешчаног гребена између Дунава и Тисе, око 40 километара од Будимпеште и 14 километара југоисточно од Монора. До њега се може доћи друмом скретањем са аутопута 4, или путем 46.103 из Монориердеа, или путем 4606 из Пилиша. До ње се може доћи и са аутопута М5, скретања код Ујхарћана, додирујући Ујленђел, на главном путу 405, затим и на путу 4606. Путем 4605 је повезан са својим суседима Чевхарастом и Дансентмиклошем.
Железничка пруга не додирује насеље, иако је железничка пруга Будимпешта-Цеглед-Солнок удаљена свега неколико километара. Најближе железничке станице су железничка станица Пилиш од Алшоњаређихазе (око 4 километра), и Монориерде станица од Фелсониарегихазе (око 5 километара). Најближа аутобуска станица је у Монору.

## Историја
Њаређхазино име се први пут помиње 1411. године у документима као власништво породица Чеви, Њари и Њаређхази. Лајош Њари је 1438. године добио краљевску даровницу за овдашња имања која су наслеђена од његових предака. Унук Лајоша Њарија, Петар, пао је у битки на Мохачу 1526. године. Он је држао део локалитета који се и данас зове Бедерхаза или Бодорхаза. Село је уништена након мохачке битке опустело. Од породице Њари која је учествовала у битки само је Михаљ побегао. Он је узбегао у округ Хонт и тамо умро 1583. године.
Иако се породица Њари одселила одавде, они су увек задржали своја права земљопоседника на то место. Жигмонд Њари је 1696. заложио своју Њаређхазу Кечкеметима, а у попису становништва 1720. године наведена је као пустош која припада Ишасегу. После Жигмонда, овдашње поседе породице Њари наследили су Михаљ, главни судија Нађкероша, и његов син Лајош.
Према попису из 1754. године, поред породице Њари, овде је власник био и Јанош Филеп. Од породице Њари, само Пал (р. 1759, † пре 1818) се вратио у Њаређхазу, где су његови синови Пал и Жигмонд Њари, као и Ендре Бала, Гедеон Ханђас и Гедеон Лисњаи, били власници места.
Овде је сахрањен Пал Њари († 21. априла 1871), који је 1848. био заменик градоначелника Пештанског округа, народни посланик и члан одбора за народну одбрану.
Почетком 20. века овде су велики поседи имали наследници Јожефа Њарија, Иштвана Маноа, Шандора Векерлеа, града Нађкереша, др Фриђеса Пиуфшича, Лајоша Крајчовича, Ласла Кралованског, Александра Липтаја, Имре Конколија.
Према подацима из 1900-их, Пустачев и Пустатотхараст су такође припадали Њарегихази у то време.

## Становништво
| Број становника Подаци пре 1990: , Од 1990.: | Број становника Подаци пре 1990: , Од 1990.: |
| Година                                       | Становника                                   |
| -------------------------------------------- | -------------------------------------------- |
| 1870                                         | 1.236                                        |
| 1880                                         | 1.220                                        |
| 1890                                         | 1.658                                        |
| 1900                                         | 2.141                                        |
| 1910                                         | 2.459                                        |
| 1920                                         | 2.745                                        |
| 1930                                         | 2.584                                        |
| 1941                                         | 2.538                                        |
| 1949                                         | 2.885                                        |
| 1960                                         | 3.148                                        |
| 1970                                         | 3.268                                        |
| 1980                                         | 3.305                                        |
| 1990                                         | 3.199                                        |
| 2001                                         | 3.613                                        |
| 2011                                         | 3.741                                        |
| 2020                                         | 3.764                                        |
|                                              |                                              |

Током пописа 2011, 83,8% становника се изјаснило као Мађари, 0,6% као Роми, 0,6% као Немци и 0,4% као Румуни (16,1% се није изјаснилоа). 
Верска дистрибуција је била следећа: римокатолици 31,9%, реформисани 16,7%, лутерани 7%, гркокатолици 0,5%, неденоминациони 13,9% (29% се није изјаснило).